# مک‌انتایر (آلاباما)
مک‌انتایر (به انگلیسی: McEntyre) یک منطقهٔ مسکونی در ایالات متحده آمریکا است که در شهرستان کلارک، آلاباما واقع شده‌است. مک‌انتایر ۷۱٫۹۳ متر بالاتر از سطح دریا واقع شده‌است.